# Blaye
Pour le vin, voir blaye (AOC).
Blaye (prononcer [blaj] ) est une commune du sud-ouest de la France, située dans le département de la Gironde en région Nouvelle-Aquitaine. Ses habitants sont appelés les Blayais.
Durant des siècles, Blaye fut un point de passage particulièrement commode pour qui venait du nord et se rendait à Bordeaux ou plus au sud, vers l'Espagne et le Portugal. Fortifié depuis l'antiquité, ce site éminemment stratégique n'a été modernisé qu'à la fin du XVIIe siècle, sous l'égide de Vauban. C'est en effet en 1685 que le commissaire général des fortifications de Louis XIV proposera la construction d'un véritable verrou sur la Gironde pour « se rendre maître de la rivière » et tenir Bordeaux en respect « s'il lui arrivait de faire la bête »[source insuffisante]. C'est alors que sera construite la citadelle de Blaye qui constitue l'élément majeur du dispositif de contrôle de l'estuaire. Dominant le paysage urbain, cet imposant édifice est classé au patrimoine mondial de l'Unesco depuis 2008, dans le cadre du réseau des sites majeurs de Vauban.
Capitale du Blayais, la ville est également réputée pour ses vignobles s'étendant sur près de 6 000 hectares.

## Géographie

### Localisation

Aire linguistique du saintongeais.

La commune de Blaye se situe dans la partie septentrionale du département de la Gironde, sur la rive droite de l'estuaire de la Gironde. Appartenant au midi atlantique, au cœur de l'arc atlantique, elle est partie intégrante du Grand Sud-Ouest français. Blaye dépendait de la province de Guyenne sous l'ancien régime; elle devient ultérieurement l'une des cinq sous-préfectures du département de la Gironde, lui-même subdivision administrative de la région Nouvelle-Aquitaine.
La ville de Blaye est la principale agglomération de ce que l'on appelle le Pays Gabaye, la région où l'on parle ce que localement on nomme le « gabaye », une variante du saintongeais lui-même variété du poitevin-saintongeais,,,,,
, avancée de la langue d'oïl dans l'aire linguistique gasco-occitane.
La commune est intégrée depuis 2001 au « Pays de Haute-Gironde » nouvellement créé et regroupant quelque soixante communes autour de l'agglomération de Blaye.

### Communes limitrophes
Les communes limitrophes sont Saint-Genès-de-Blaye, Cars, Cussac-Fort-Médoc, Lamarque, Plassac, Saint-Martin-Lacaussade et Saint-Julien-Beychevelle.
| Saint-Julien-Beychevelle (par un quadripoint) | Saint-Genès-de-Blaye |                         |
| Cussac-Fort-Médoc                             | Blaye                | Saint-Martin-Lacaussade |
| Lamarque                                      | Plassac              | Cars                    |

Les communes de Saint-Julien-Beychevelle, Cussac-Fort-Médoc et Lamarque sont sur la rive gauche de l'estuaire de la Gironde. Une partie de l'île Nouvelle et le fort Pâté appartiennent à Blaye.

### Géologie et relief

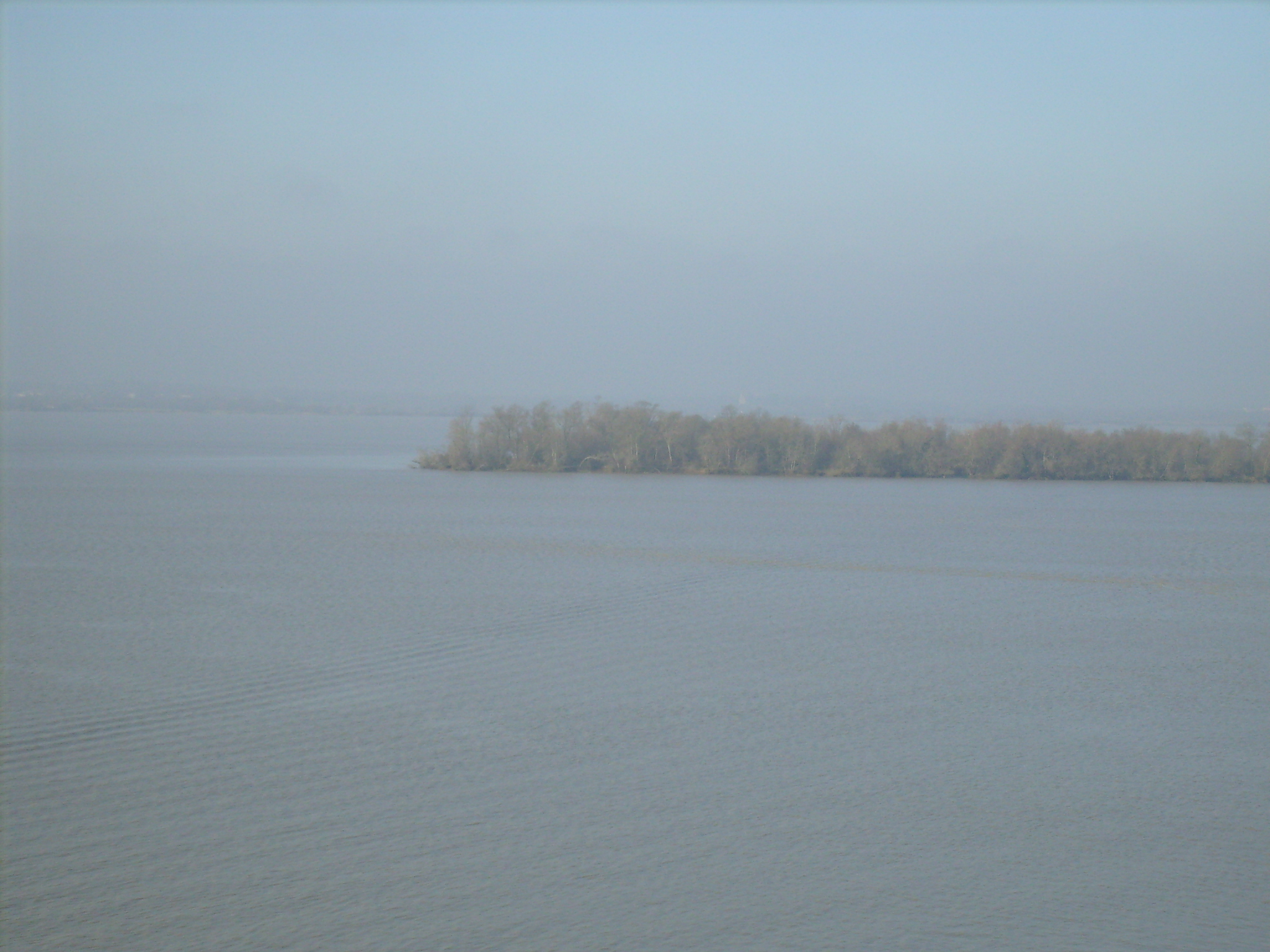
L'île Nouvelle se situe au large de Blaye.
Au second plan, les côtes du Médoc

Avec une superficie de 642 hectares, le territoire communal est relativement peu étendu. Celui-ci se compose principalement de terres basses et marécageuses situées en bordure de l'estuaire, face à l'île Nouvelle et à sa voisine, l'île Paté.
La ville elle-même est bâtie en bordure de l'estuaire, au pied d'une éminence ayant accueilli au fil des siècles plusieurs édifices défensifs, dont le château des Rudel et la citadelle, érigée au XVIIe siècle sous l'égide de Vauban.
La partie orientale du territoire forme un ensemble plus vallonné, caractérisé par des coteaux argilo-calcaires propices à la culture de la vigne. De fait, une large part du territoire communal est recouvert de vignobles produisant des crus réputés. Viennent ensuite les zones de pacages, tandis que quelques arpents de forêt subsistent dans la partie méridionale de la commune.

### Climat
Pour des articles plus généraux, voir Climat de la Nouvelle-Aquitaine et Climat de la Gironde.
Historiquement, la commune est exposée à un climat océanique aquitain.  
En 2020, Météo-France publie une typologie des climats de la France métropolitaine dans laquelle la commune est exposée à un climat océanique et est dans une zone de transition entre les régions climatiques « Littoral charentais et aquitain » et « Aquitaine, Gascogne ».
Pour la période 1971-2000, la température annuelle moyenne est de 13,3 °C, avec une amplitude thermique annuelle de 14,5 °C. Le cumul annuel moyen de précipitations est de 895 mm, avec 12,2 jours de précipitations en janvier et 6,5 jours en juillet. Pour la période 1991-2020, la température moyenne annuelle observée sur la station météorologique la plus proche, située sur la commune de Pauillac à 10 km à vol d'oiseau, est de 14,0 °C et le cumul annuel moyen de précipitations est de 857,0 mm,. Pour l'avenir, les paramètres climatiques de la commune estimés pour 2050 selon différents scénarios d’émission de gaz à effet de serre sont consultables sur un site dédié publié par Météo-France en novembre 2022.

## Urbanisme

### Typologie
Au 1er janvier 2024, Blaye est catégorisée petite ville, selon la nouvelle grille communale de densité à sept niveaux définie par l'Insee en 2022.
Elle appartient à l'unité urbaine de Blaye, une agglomération intra-départementale regroupant neuf  communes, dont elle est ville-centre,,. Par ailleurs la commune fait partie de l'aire d'attraction de Blaye, dont elle est la commune-centre,. Cette aire, qui regroupe 13 communes, est catégorisée dans les aires de moins de 50 000 habitants,.
La commune, bordée par l'estuaire de la Gironde, est également une commune littorale au sens de la loi du 3 janvier 1986, dite loi littoral. Des dispositions spécifiques d’urbanisme s’y appliquent dès lors afin de préserver les espaces naturels, les sites, les paysages et l’équilibre écologique du littoral, tel le principe d'inconstructibilité, en dehors des espaces urbanisés, sur la bande littorale des 100 mètres, ou plus si le plan local d’urbanisme le prévoit.

### Occupation des sols

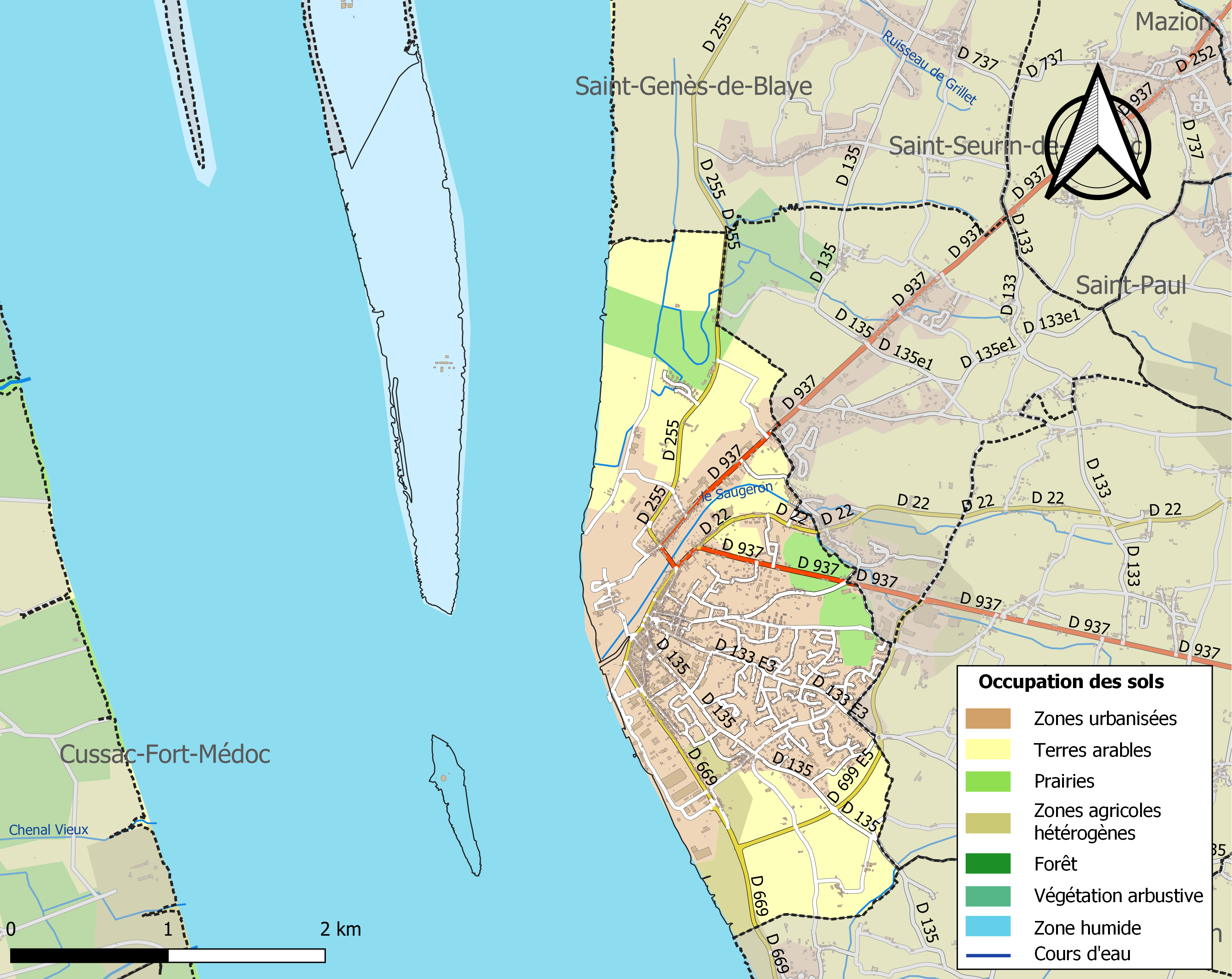
Carte des infrastructures et de l'occupation des sols de la commune en 2018 (CLC).

L'occupation des sols de la commune, telle qu'elle ressort de la base de données européenne d’occupation biophysique des sols Corine Land Cover (CLC), est marquée par l'importance des territoires artificialisés (18,6 % en 2018), en augmentation par rapport à 1990 (16,7 %). La répartition détaillée en 2018 est la suivante : 
eaux maritimes (52,3 %), zones urbanisées (16,2 %), zones humides intérieures (11,1 %), cultures permanentes (10,8 %), prairies (3,5 %), zones industrielles ou commerciales et réseaux de communication (2,4 %), terres arables (2 %), zones agricoles hétérogènes (1,6 %). L'évolution de l’occupation des sols de la commune et de ses infrastructures peut être observée sur les différentes représentations cartographiques du territoire : la carte de Cassini (XVIIIe siècle), la carte d'état-major (1820-1866) et les cartes ou photos aériennes de l'IGN pour la période actuelle (1950 à aujourd'hui).

### Logement
Le parc immobilier de la commune est constitué de 2 236 logements, dont 86,5 % sont des résidences principales (moyenne nationale 83 %) et 3,3 % des résidences secondaires (moyenne nationale 10,1 %). 10,2 % des logements sont vacants.
Le taux de personnes propriétaires de leur logement est sensiblement inférieur aux chiffres nationaux, soit 33,1 % contre 55,3 % dans le reste de l'Hexagone. Le taux de personnes locataires est donc proportionnellement élevé, représentant 61,1 % (moyenne nationale 39,8 %).Le pourcentage de personnes logées gratuitement est également supérieur à la norme et concerne 5,8 % de la population.
Le prix moyen de l'immobilier est de 3 197 € m2 (vente) et 12,22 €/m2/mois (location)
Les maisons individuelles représentent la majorité des logements de la commune, soit 75,5 % (moyenne nationale : 55,3 %) ; viennent ensuite les appartements (19 %) et logements alternatifs -foyers et maisons de retraite- (5,5 %).

33,9 % des logements sont constitués de 5 pièces ou plus (moyenne nationale : 31,5 %); suivent les 4 pièces (30,8 %), les 3 pièces (20 %), les 2 pièces (10,2 %) et les studios (5,1 %)

### Projets d'aménagements
La municipalité s'est engagée dans une refonte de la politique d'urbanisation de la ville avec l'étude d'un PLU et d'une ZPPAUP.

### Voies de communication et transports

#### Voies routières
Les infrastructures routières existantes permettent une bonne desserte de la ville, notamment à partir de l'autoroute A 10, dont l'accès se situe à moins de 20 km, qui permet de relier rapidement Bordeaux, mais ouvre également un accès vers Paris.
Sur le plan local, Blaye est accessible principalement par la D 137, reliant la commune aux villes de Mirambeau et Saintes, dans le département de la Charente-Maritime, mais également à la préfecture départementale, Bordeaux, distante d'une cinquantaine de kilomètres.
Une route touristique, la D 669, longe l'estuaire de la Gironde à travers les vignobles jusqu'à la ville de Bourg-sur-Gironde, autre cité touristique du nord du département.

#### Voie maritime
Un bac assure la liaison avec le port de Lamarque. Il effectue 4 rotations par jour en hiver et 10 en été.
La traversée dure environ 20 minutes (entre 15 minutes et 35 minutes selon la marée) pour une distance de 4,5 km.

#### Transports en commun
Il existe deux lignes de bus permettant de se rendre de Blaye à Bordeaux ou de rejoindre les autres communes de Bordeaux Métropole, telle la ligne 201 depuis le parking tramway de Lormont-Buttinière jusqu'à l'office de tourisme de Blaye. Par ailleurs, la ville fait partie du réseau Transgironde qui irrigue l'ensemble du département.

#### Desserte ferroviaire
Blaye était desservie par la ligne de Saint-Mariens à Blaye fermée au service voyageurs en 1938 et utilisée pour la desserte fret du port jusqu'en 1997. La voie est toujours en place et la ligne constitue un potentiel pour une desserte TER de Blaye à Bordeaux après remise en état,.

#### Piste cyclable
La piste cyclable relie Blaye à Étauliers sur 13 km. Elle traverse le vignoble blayais. Un schéma directeur des déplacements doux sera très prochainement engagé à l'échelle de la Haute Gironde.

### Risques majeurs
Le territoire de la commune de Blaye est vulnérable à différents aléas naturels : météorologiques (tempête, orage, neige, grand froid, canicule ou sécheresse), inondations, mouvements de terrains et séisme (sismicité faible). Il est également exposé à un risque technologique, le risque nucléaire. Un site publié par le BRGM permet d'évaluer simplement et rapidement les risques d'un bien localisé soit par son adresse soit par le numéro de sa parcelle.

#### Risques naturels
Certaines parties du territoire communal sont susceptibles d’être affectées par le risque d’inondation par débordement de cours d'eau et par submersion marine. La commune a été reconnue en état de catastrophe naturelle au titre des dommages causés par les inondations et coulées de boue survenues en 1982, 1988, 1992, 1999, 2003, 2009 et 2010,.
Les mouvements de terrains susceptibles de se produire sur la commune sont des éboulements, chutes de pierres et de blocs et des tassements différentiels.

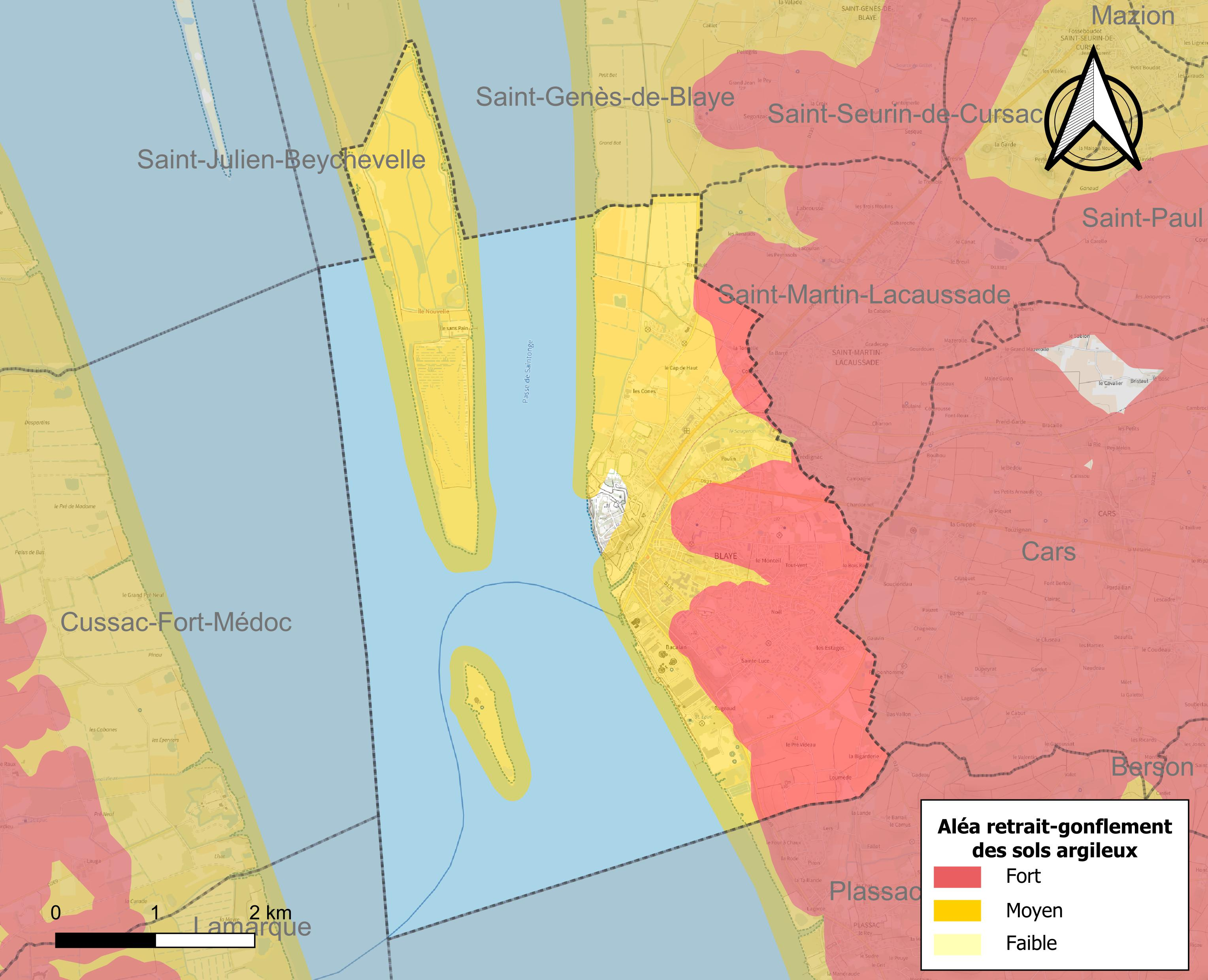
Carte des zones d'aléa retrait-gonflement des sols argileux de Blaye.

Le retrait-gonflement des sols argileux est susceptible d'engendrer des dommages importants aux bâtiments en cas d’alternance de périodes de sécheresse et de pluie. 55,6 % de la superficie communale est en aléa moyen ou fort (67,4 % au niveau départemental et 48,5 % au niveau national). Sur les 1 921 bâtiments dénombrés sur la commune en 2019, 1 912 sont en aléa moyen ou fort, soit 100 %, à comparer aux 84 % au niveau départemental et 54 % au niveau national. Une cartographie de l'exposition du territoire national au retrait gonflement des sols argileux est disponible sur le site du BRGM,.
Par ailleurs, afin de mieux appréhender le risque d’affaissement de terrain, l'inventaire national des cavités souterraines permet de localiser celles situées sur la commune.
Concernant les mouvements de terrains, la commune a été reconnue en état de catastrophe naturelle au titre des dommages causés par la sécheresse en 1989, 2003, 2005 et 2011 et par des mouvements de terrain en 1999.

#### Risques technologiques
La commune étant située totalement dans le périmètre du plan particulier d'intervention (PPI) de 20 km autour de la centrale nucléaire du Blayais, elle est exposée au risque nucléaire. En cas d'accident nucléaire, une alerte est donnée par différents médias (sirène, sms, radio, véhicules). Dès l'alerte, les personnes habitant dans le périmètre de 2 km se mettent à l'abri. Les personnes habitant dans le périmètre de 20 km peuvent être amenées, sur ordre du préfet, à évacuer et ingérer des comprimés d’iode stable,,.

## Toponymie
Le nom de Blavia, que des historiens du XIXe siècle rapprochaient du latin Belli Via (route des guerres), a sans doute une origine gauloise ; on peut le rapprocher du verbe « déblayer », ce qui suggère que dès ses origines Blaye a une vocation portuaire. La toponymie actuelle, en fonction des plus anciennes graphies Blavia, attestée dès le Ier siècle suggère le nom d'un homme gallo-romain, Blavius, forme latinisée du celte blavos (jaune).
Le nom de la ville est Blaye en saintongeais et Blaia en occitan.

## Histoire

### Les origines de la cité
César, dans ses Commentaires sur la Guerre des Gaules, cite un oppidum gaulois appartenant à la cité des Santons, qu'il nomme Blavia Santorum. Il semble très probable qu'il s'agisse là de la ville actuelle de Blaye, située sur un promontoire rocheux qui domine la Gironde.
Dès le Ier siècle de notre ère, les Romains s'installent sur ce site et en font une place fortifiée[réf. nécessaire].
Blaye est mentionnée Blavia sur la table de Peutinger, sur une voie romaine entre Burdigala (Bordeaux) et Mediolanum Santonum (Saintes). Le poète Ausone du IVe siècle l'appelle Blavia militaris, ce qui signifie qu'il y avait une garnison.
La ville fut évangélisée au IVe siècle par saint Romain de Blaye (ou Romain du Mans), prêtre venu d'Afrique du Nord né vers 335, et qui serait enterré à Blaye[réf. nécessaire].

### Le fief du comte Roland le Preux

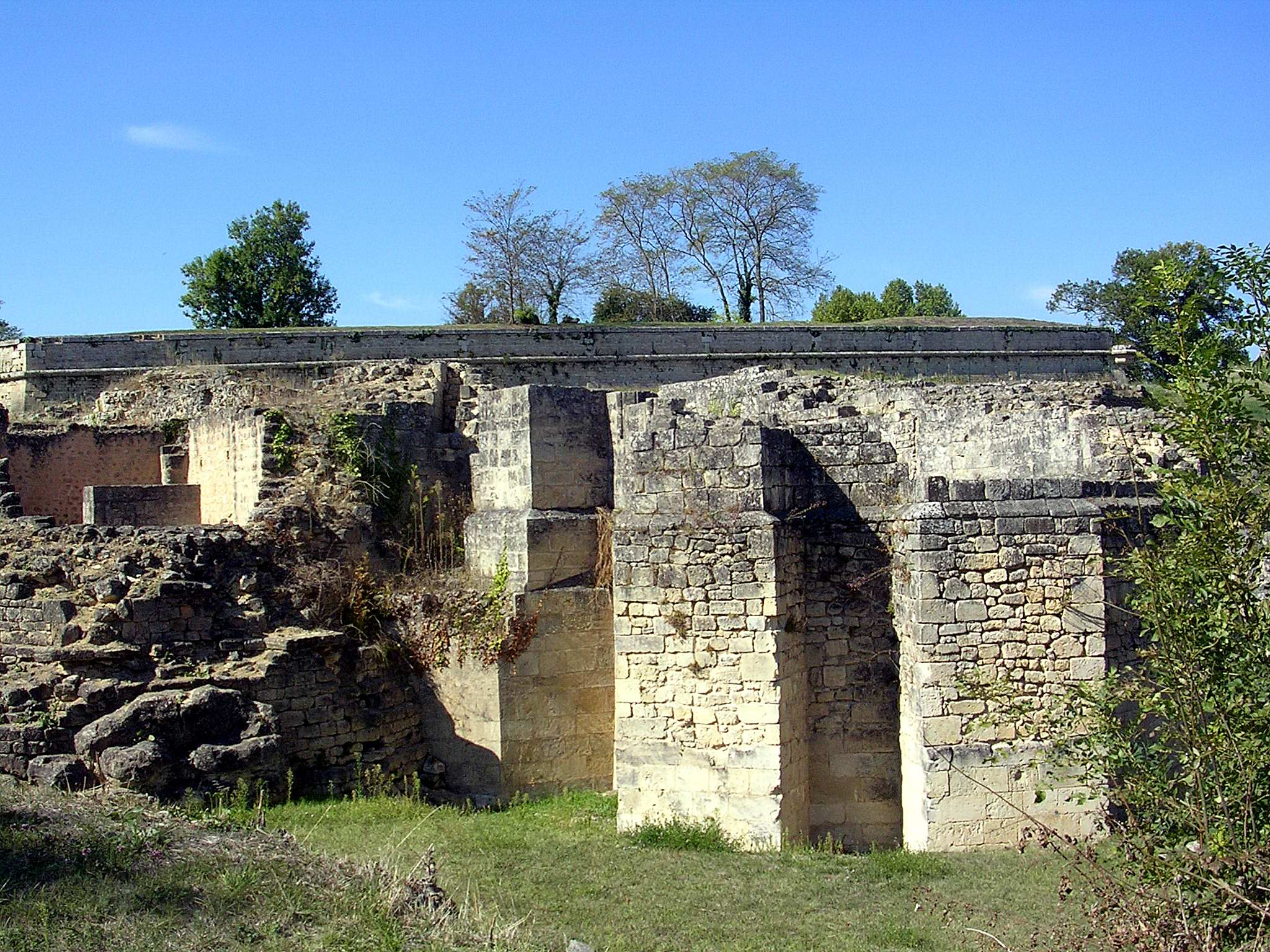
Vestiges de la basilique Saint-Romain de Blaye

En 625, un premier château est construit par les Mérovingiens, qui font de Blaye par intermittence une résidence royale. Le seigneur de Blaye le plus fameux, dans les siècles qui suivront, sera le comte Roland le preux, neveu de Charlemagne, dont la chanson éponyme nous apprend qu'il est enterré à Blaye, dans la basilique Saint-Romain.
En 848, la ville est pillée par le chef viking Hasting qui remonte ensuite la Garonne.

### Une ville de troubadours
Durant le Moyen Âge, la seigneurie de Blaye est confiée à une famille, les Rudel, dont le représentant le plus fameux est Jaufré Rudel, troubadour à qui son amour pour la princesse de Tripoli inspira des poèmes célèbres. Edmond Rostand fit de lui le héros de son drame La Princesse lointaine[réf. souhaitée]. Blaye est alors une des plus fameuses étapes sur la route de Compostelle : il n'existe pas en effet de pont sur la Garonne, et le seul moyen de rejoindre Bordeaux et d'entrer en Gascogne est de passer la Gironde en bateau. Le passage d'un grand nombre de pèlerins est à l'origine du développement de l'hôpital[réf. souhaitée]qui se trouve encore aujourd'hui sur la route de Saintes.
Durant la guerre de Cent Ans, Blaye, clé militaire de la défense de l'Aquitaine, est plusieurs fois prise et reprise par les belligérants[réf. nécessaire].
Elle finit par être définitivement conquise par les Français en 1452, après un siège mené par les troupes levées par le futur Louis XI. La prise de Blaye ouvre la porte de l'Aquitaine aux troupes françaises, victorieuses l'année suivante à Castillon[réf. nécessaire].
En mai 1472, par ses lettres patentes, Louis XI confirma les privilèges de la ville, à la suite de la mort du duc de Guyenne, son frère.
S’ensuit une période de paix, durant laquelle la prospérité revient grâce à l'activité portuaire et au négoce du vin. Cette paix est néanmoins entrecoupée par des épisodes violents, comme la révolte des Pitauds : en 1541, la gabelle est imposée à la Saintonge et à l’Angoumois. Ces provinces ne payaient cet impôt sur le sel. La révolte éclate près d’Angoulême, et Blaye est prise par les révoltés pendant l’été. Blaye et sa région sont à nouveau ravagées au XVIe siècle par les guerres de Religion.
Le XVIIe siècle voit le retour de la paix. Le gouvernorat en est confié au duc de Saint-Simon, favori de Louis XIII. Son fils, l'auteur des célèbres Mémoires, exerce cette fonction à sa suite, mais il la délègue à des lieutenants de roi, parfois issu de sa propre famille, et ne séjourne que deux fois à Blaye[réf. souhaitée].

### La clef de la Gironde

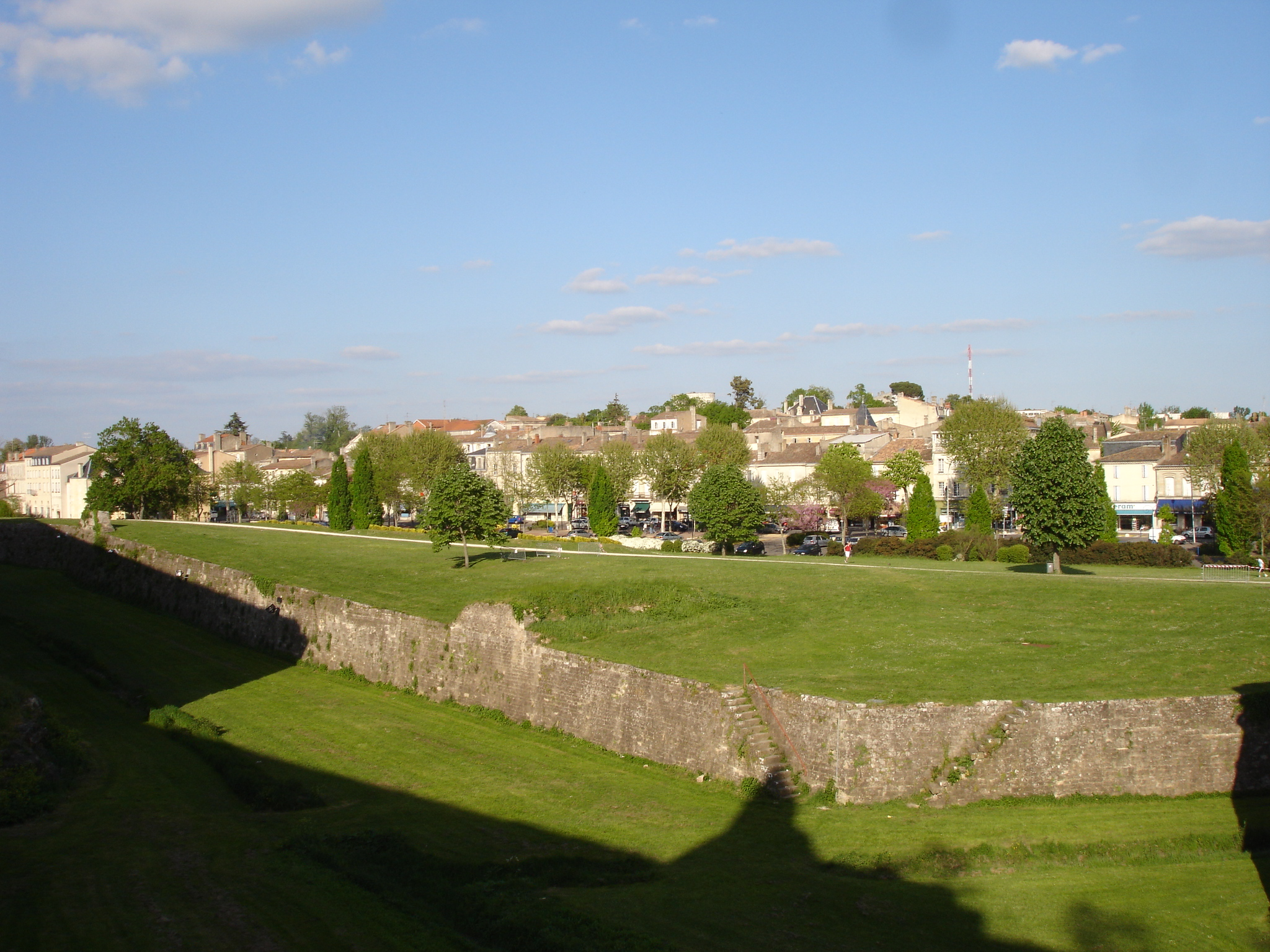
Blaye vue de la citadelle

Au XVIIe siècle toujours, Vauban y supervisera la reconstruction de la célèbre citadelle, visitée chaque année par 500 000 visiteurs[réf. nécessaire]. Ces travaux ont nécessité la destruction de la ville haute médiévale. Par ailleurs, une partie de la ville basse ainsi que la basilique Saint-Romain ont été rasées afin de permettre l'édification d'un glacis défensif entre la citadelle et la ville.
Le triptyque constitué par la citadelle de Blaye, le Fort Médoc et le Fort Paté, forme le verrou de l'estuaire destiné à contrôler la navigation sur le fleuve.
Les guerres du Premier Empire seront l'occasion, dans les dernières semaines du règne de Napoléon, de l'unique siège supporté par la citadelle de Vauban. Le siège sera levé lors de l'abdication de l'Empereur. Commence alors pour Blaye et le Blayais une nouvelle ère de prospérité ; la ville est particulièrement marquée par les travaux engagés par le sous-préfet Haussmann, futur préfet de Paris de Napoléon III[réf. souhaitée]. L'essor de la vigne s'accompagne de la construction de nombreuses demeures dans la région. Il est interrompu dans les dernières années du XIXe siècle par la crise du phylloxéra.

### Déclin et renaissance
Blaye a perdu progressivement sa vocation de porte de l'Aquitaine depuis la mise en service, en 1822 à Bordeaux, du premier pont sur le cours supérieur de la Garonne, le Pont de pierre et la construction massive de lignes de chemins de fer. Le premier train reliant Bordeaux à Blaye circule à partir de 1873 et l'activité portuaire liée au commerce fluvial commence alors à décroître, jusqu'à disparaître totalement aux lendemains de la Seconde Guerre mondiale.
Le commerce maritime continuant, Blaye devient alors l'un des 7 terminaux spécialisés du port autonome de Bordeaux à partir de la fin des années 70. Le 20 août 1997 un silo de céréales explosait, faisant 11 morts. Ce drame amena les autorités à renforcer les normes de sécurité dans les silos à grain.
Aujourd'hui, la ville, qui abrite toujours des activités industrielles, s'est reconvertie dans le tourisme, grâce à son patrimoine historique classé par l'UNESCO, mais aussi par sa situation au cœur de vignobles réputés.

## Politique et administration
Blaye est le chef-lieu de l'arrondissement de Blaye et elle est le siège d'une des cinq sous-préfectures de la Gironde, la préfecture se situant à Bordeaux. Le canton fait partie de la onzième circonscription de la Gironde avec les cantons de Bourg, Coutras, Guîtres, Saint-André-de-Cubzac, Saint-Ciers-sur-Gironde et celui de Saint-Savin. Blaye est le siège de la communauté de communes de Blaye, appelée communément CCB.
Blaye abrite plusieurs administrations et services publics sur son territoire : un bureau de poste, une bibliothèque, une compagnie et une brigade de gendarmerie, une police  municipale, une trésorerie, un centre des Finances publiques, un centre hospitalier ainsi qu'une caserne de sapeurs-pompiers.
Outre ces services, la ville de Blaye dispose d'un centre de sécurité sociale, d'une agence Pôle emploi, d'une délégation de la Chambre de commerce et d'industrie de Bordeaux, d'une DDE. Elle abrite aussi la Maison départementale de la Solidarité et de l'Insertion (MDSI) et d'une mission locale d'insertion.

### Tendances politiques et résultats
La ville a été gérée de 1989 à 2008 par Bernard Madrelle, ancien député et frère du président (PS) du conseil général de la Gironde jusqu'en 2015, Philippe Madrelle.
Lors des élections municipales et cantonales de 2008, seuls deux candidats s'affrontent. Bernard Madrelle pour la liste socialiste qui se représente pour la quatrième fois et Denis Baldès de la majorité municipale précédente exclu en 2004 pour désaccord sur la politique municipale. Ce dernier présente une liste qui fédère tous types de sensibilités, communiste, centriste, UMP ainsi que plusieurs sympathisants socialistes dont certains adhèrent aujourd'hui au Parti de Gauche de Jean-Luc Mélenchon. Denis Baldès est élu avec 68,15 % contre 31,85 % pour Bernard Madrelle.
Pour les élections municipales de 2014, Denis Baldès (DVG) obtient pour son second mandat 61,97% contre 38,03% pour Vincent Liminiana (PS).
S'agissant des élections cantonales, en 2008 Xavier Loriaud est élu conseiller général avec 53,66 % contre 46,34 % pour Vincent Liminiana. Aux élections de mars 2015, Xavier Loriaud est réélu pour un deuxième mandat.

### Administration municipale
Le conseil municipal est composé de vingt-sept membres, dont le maire et huit adjoints.
Voici le partage du conseil municipal de Blaye pour la mandature 2020-2026 :

### Liste des maires
Depuis 1945, cinq maires se sont succédé :
| Période | Période  | Identité         | Étiquette | Qualité                                                                                   |
| ------- | -------- | ---------------- | --------- | ----------------------------------------------------------------------------------------- |
| 1945    | 1953     | Georges Milh     | RPF       | Minotier - Sénateur (1951-1955)                                                           |
| 1953    | 1965     | Bernard Delord   |           | Industriel                                                                                |
| 1965    | 1989     | Gérard Grasilier | RPR       | Médecin                                                                                   |
| 1989    | 2008     | Bernard Madrelle | PS        | Professeur - député (1978-1986, 1988-1993 et 1997-2007) et conseiller général (1976-2001) |
| 2008    | En cours | Denis Baldès     | DVG       | Technicien EDF- Président de la communauté de communes de Blaye                           |

### Instances judiciaires et administratives
Blaye fait partie de la juridiction d'instance de Libourne (depuis la fermeture du tribunal d'instance de Blaye dans le cadre de la réforme judiciaire), et de grande instance ainsi que de commerce de Bordeaux.

### Jumelages
Au 14 avril 2010, Blaye est jumelée avec :
- Zülpich (Allemagne) depuis 1972
- Tàrrega (Espagne) depuis 1984
- Macin (Roumanie) depuis 1991

## Population et société

### Démographie

#### Évolution démographique
L'évolution du nombre d'habitants est connue à travers les recensements de la population effectués dans la commune depuis 1793. Pour les communes de moins de 10 000 habitants, une enquête de recensement portant sur toute la population est réalisée tous les cinq ans, les populations de référence des années intermédiaires étant quant à elles estimées par interpolation ou extrapolation. Pour la commune, le premier recensement exhaustif entrant dans le cadre du nouveau dispositif a été réalisé en 2006.

En 2022, la commune comptait 5 017 habitants, en évolution de +3,32 % par rapport à 2016 (Gironde : +6,91 %, France hors Mayotte : +2,11 %).
| 1793  | 1800  | 1806  | 1821  | 1831  | 1836  | 1841  | 1846  | 1851  |
| ----- | ----- | ----- | ----- | ----- | ----- | ----- | ----- | ----- |
| 4 715 | 3 580 | 3 428 | 4 013 | 3 855 | 3 801 | 4 174 | 4 410 | 4 659 |

| 1856  | 1861  | 1866  | 1872  | 1876  | 1881  | 1886  | 1891  | 1896  |
| ----- | ----- | ----- | ----- | ----- | ----- | ----- | ----- | ----- |
| 4 302 | 4 972 | 4 761 | 4 478 | 4 522 | 4 512 | 4 340 | 5 015 | 4 799 |

| 1901  | 1906  | 1911  | 1921  | 1926  | 1931  | 1936  | 1946  | 1954  |
| ----- | ----- | ----- | ----- | ----- | ----- | ----- | ----- | ----- |
| 4 775 | 4 890 | 4 741 | 4 274 | 4 240 | 4 054 | 3 768 | 3 788 | 4 047 |

| 1962  | 1968  | 1975  | 1982  | 1990  | 1999  | 2006  | 2011  | 2016  |
| ----- | ----- | ----- | ----- | ----- | ----- | ----- | ----- | ----- |
| 4 291 | 4 355 | 4 051 | 4 559 | 4 286 | 4 666 | 4 687 | 4 722 | 4 856 |

| 2021  | 2022  | - | - | - | - | - | - | - |
| ----- | ----- | - | - | - | - | - | - | - |
| 4 957 | 5 017 | - | - | - | - | - | - | - |

La population à Blaye fut toujours relativement stable, atteignant une seule fois la barre des 5 000 habitants en 1891. Depuis 1990, la population tend malgré tout à augmenter continuellement.

#### Pyramide des âges
La population de la commune est relativement jeune.
En 2018, le taux de personnes d'un âge inférieur à 30 ans s'élève à 34,8 %, soit en dessous de la moyenne départementale (35,9 %). À l'inverse, le taux de personnes d'âge supérieur à 60 ans est de 27,3 % la même année, alors qu'il est de 24,9 % au niveau départemental.
En 2018, la commune comptait 2 254 hommes pour 2 567 femmes, soit un taux de 53,25 % de femmes, légèrement supérieur au taux départemental (52,06 %).
Les pyramides des âges de la commune et du département s'établissent comme suit.
| Hommes | Classe d’âge | Femmes |
| ------ | ------------ | ------ |
| 1,3    | 90 ou +      | 4,3    |
| 7,1    | 75-89 ans    | 11,6   |
| 14,5   | 60-74 ans    | 15,3   |
| 20,6   | 45-59 ans    | 19,3   |
| 19,3   | 30-44 ans    | 17,0   |
| 19,8   | 15-29 ans    | 17,7   |
| 17,4   | 0-14 ans     | 14,9   |

| Hommes | Classe d’âge | Femmes |
| ------ | ------------ | ------ |
| 0,7    | 90 ou +      | 1,9    |
| 6,7    | 75-89 ans    | 8,9    |
| 15,7   | 60-74 ans    | 16,8   |
| 19,9   | 45-59 ans    | 19,3   |
| 19,9   | 30-44 ans    | 19,2   |
| 19,4   | 15-29 ans    | 18,1   |
| 17,7   | 0-14 ans     | 15,8   |

### Enseignement
Blaye est située dans l'académie de Bordeaux.

#### Établissements scolaires
La ville administre une école maternelle (l'école Lucien Grosperrin), une école élémentaire (l'école André Vallaeys) et l'école primaire Rosa Bonheur (regroupement de l'ancienne école maternelle Pierre Bergeon et de l'ancienne école élémentaire Clos Sainte-Luce renommée ensuite Pierre Malbeteau).
Le département gère un collège (le collège Sébastien-Vauban) et la région Nouvelle-Aquitaine deux lycées : le lycée général et technologique Jaufré-Rudel, considéré comme le lycée le plus sportif de l'Académie de Bordeaux et le lycée professionnel de l'Estuaire.
Blaye dispose également de deux établissements privés : école et collège  Jeanne-d'Arc - Saint-Romain.
La majeure partie des collégiens et lycéens viennent principalement des cantons de Blaye, Bourg, Saint-Ciers-sur-Gironde et Saint-Savin.
La ville accueille également un Greta dans les locaux du lycée professionnel de l'Estuaire.

### Manifestations culturelles et festivités
- Le festival de théâtre de Blaye et de l'estuaire en août[68].
- Le jumping international de Blaye regroupant les meilleurs cavaliers français dans les fossés de la citadelle en juillet.
- Le festival Musiques en citadelle en juin.
- Livres en citadelle, salon du livre de jeunesse en décembre.
- Le salon du Livre ancien en mai.
- Blaye'n Broc en mai.
- La foire de la Sainte Catherine le 25 novembre.
- Le Printemps des Vins de Blaye, courant avril, attire en moyenne 12 000 visiteurs, deuxième manifestation de ce genre dans la région derrière « Bordeaux fête le vin »[69].
- Le Marathon de Blaye Côtes de Bordeaux au mois de mai.
- La randonnée des vins de Blaye, fin mai ou début juin, est une randonnée pédestre ou VTT disposant de plusieurs parcours de difficulté.
- Taste Blaye, courant juillet.
- Les Journées Européennes du Patrimoine où est mise, de diverses manières, en attrait la Citadelle.

### Santé
La ville abrite un centre hospitalier où l'on trouve les services médicaux de base : chirurgie, gynécologie/obstétrique, médecine interne, cardiologie. Le centre hospitalier Saint-Nicolas de Haute Gironde est situé dans la rue de l'Hôpital. Une antenne SMUR est rattachée au service des urgences de l'hôpital.
Le plateau technique (blocs opératoires, endoscopie, épreuves d'effort, urgences, imagerie médicale (scanner, radiologie capteur plan, echographie, mammographie), héliport) de l'hôpital est de conception récente.
Plusieurs cabinets médicaux, dentistes, infirmières, pharmacies, dermatologues, allergologues, kinésithérapies, psychologues sont implantés dans la commune, qui accueille trois maisons de retraite. Comme l'ensemble des professionnels du milieu médical ne consulte pas les fins de semaine et fériés à partir du vendredi soir 18 heures, les Blayais rencontrent de grandes difficultés en cas d'urgence.
L'EHPAD Les Jardins d'Iroise de Blaye (56 résidents, un service de portage de repas à domicile et une activité de service à la personne (bricolage et jardinage), situés dans le centre-ville dans l'ancienne maison Corbineau.
Le Foyer du combattant (92 résidents, habilité à l'aide sociale) situé au château Saugeron.
L'EHPAD Paul-Ardouin (rattachée au centre hospitalier) situé entre le quartier Sainte Luce et la gendarmerie
La ville est aussi équipée d'une RPA, la résidence Compostelle gérée par le CIAS de la CCB
La Maison de Santé de Blaye, construite par la Communauté de Communes en 2015-2016 regroupe des professionnels de santé dont sept médecins généralistes, une dermatologue, un cardiologue, une angiologie, une sage femme, deux dentistes.

### Sports
- Marathon des premières côtes de Blaye

Plusieurs associations sportives sont implantées sur la commune. Elles sont de nature très diverses, allant des sports traditionnels que sont le football (Stade blayais Football) ou le rugby (Stade blayais rugby Haute-Gironde) jusqu'à la pétanque et à la gymnastique, en passant par le Basket-ball (les fils de Roland), le tennis (Tennis club de Blaye) ou le judo (Stade blayais judo).
Équipements
- Deux gymnases que sont Titou-Vallaeys et Robert-Paul.
- Un petit port de plaisance.
- Le complexe sportif Léo Lagrange.

### Médias
- Deux magazines municipaux d'information sont consacrés à l'actualité locale et aux principaux événements organisés dans la ville. Un site internet et une lettre électronique sont également disponibles.
- Le siège de l'hebdomadaire Haute-Gironde est situé à Blaye et la presse régionale est aussi représentée par le trimestriel L'estuarien.
- Blaye est desservie par la station de radio publique France Bleu Gironde, Wit FM ou Black Box .
- À la télévision, la Gironde plus généralement dispose de TV7 Bordeaux et des éditions locales de France 3 comme France 3 Bordeaux-Métropole et France 3 Aquitaine.

### Cultes
Le seul lieu de culte catholique en activité à Blaye est l'église Saint-Romain de Blaye entourée d'une place rénovée en 2009. L'église Sainte-Luce, désacralisée, est en cours de réhabilitation. Le couvent des Minimes, à l'intérieur de la  citadelle, et la chapelle de l'hôpital (dont l'autel provenant du couvent des Minimes est inscrit à l'inventaire des monuments historiques) encore affectée au culte mais non accessible actuellement.
Après des débats acharnés depuis 2015, une mosquée (Masjid Al Rahma) a été bâtie rue de l'hôpital. Elle est gérée par l'Association des Musulmans de Blaye en Gironde, une organisation communautaire dont la mission principale est de promouvoir l'islam dans le respect des valeurs françaises et des lois en vigueur.
Le cimetière communal est situé à proximité du centre hospitalier, rue de l'Hôpital.

## Économie

### Emploi

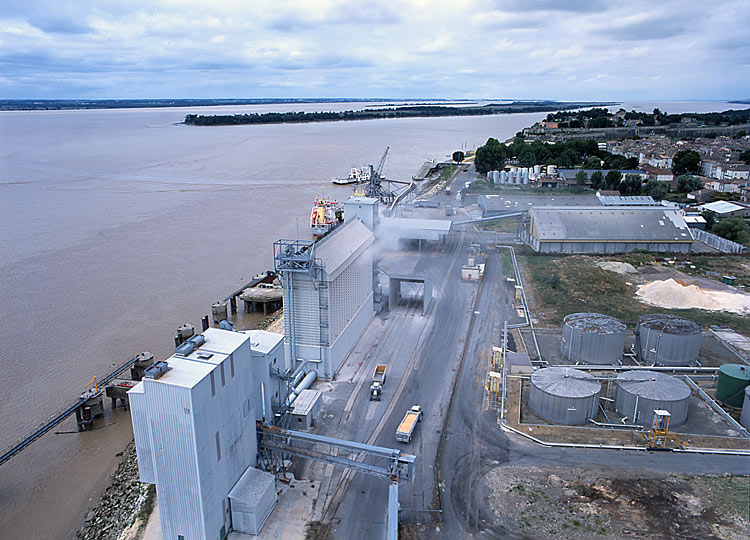
La zone portuaire de Blaye

L'économie de la commune est marquée par les activités portuaires, le négoce des produits vinicoles et le tourisme. La centrale nucléaire du Blayais, située à Braud-et-Saint-Louis a également un impact économique sur la commune.
La ville possède une zone portuaire formant l'un des six terminaux du grand port maritime de Bordeaux. Longtemps spécialisée dans le trafic des produits pétroliers, elle cesse cette activité après la fermeture du dépôt Total en 1978, se recentrant sur le stockage de céréales et de produits chimiques. Des travaux de rénovation des infrastructures sont menés en 1993, permettant ainsi de retrouver des tirants d'eau de 9,5 mètres au lieu de 7,5 mètres. 
Cependant, la modernisation entamée à cette époque ne permet pas d'éviter le drame de 1997, qui voit l'explosion de silos céréaliers, provoquant la mort de onze personnes. Depuis lors, le trafic du terminal de Blaye oscille entre 300 000 et 400 000 tonnes.
L'autre activité majeure de la commune a trait au commerce du vin, lequel bénéficie d'une AOC.

Une « maison du vin » implantée à Blaye se charge de la promotion des productions locales du Blayais, dites « Les cinq côtes de Bordeaux ». Celles-ci se composent des Premières Côtes de Blaye, des Côtes de Bourg, des Premières Côtes de Bordeaux, des Côtes de Francs et des Côtes de Castillon.

Blaye regroupe environ 800 viticulteurs répartis à parts à peu près égales entre Cave coopérative et caves particulières.

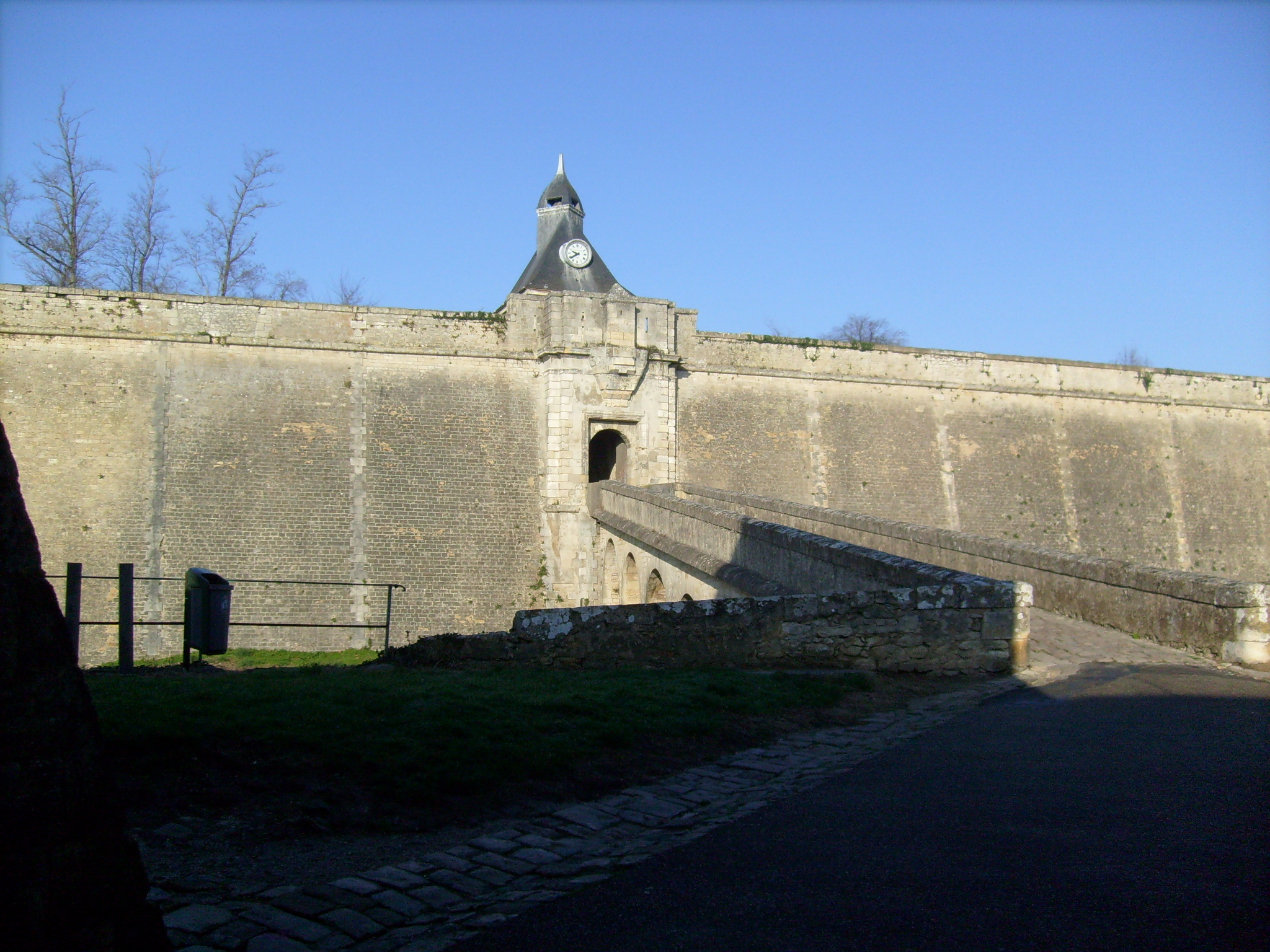
La citadelle, classée patrimoine mondial de l'UNESCO

Enfin, le tourisme est une autre activité prépondérante de la commune. La citadelle et son verrou de l'estuaire sont classés au patrimoine mondial de l'UNESCO. La citadelle de Blaye accueille plus de 400 000 visiteurs par an.
Du fait de la faible superficie de la commune, les différentes zones d'activité (Z.A.) et la zone commerciale débordent sur les communes avoisinantes. Ainsi, la Z.A. de Labarre est en grande partie située sur la commune de Saint-Martin-Lacaussade, tout comme la Z.A. de Bois-Redon.

Le centre commercial Gruppe regroupe plusieurs enseignes commerciales, un hypermarché et un établissement de fast-food. Il se situe en sortie d'agglomération et déborde largement sur la commune de Cars.
314 entreprises sont réparties sur le territoire communal. 95 d'entre elles sont des entreprises de service, d'aide aux entreprises ou aux particuliers (30,3 %), 90 sont spécialisées dans le commerce (28,7 %) et 69 sont tournées vers l'éducation, la santé ou l'action sociale (22 %).

## Culture locale et patrimoine

### Lieux et monuments

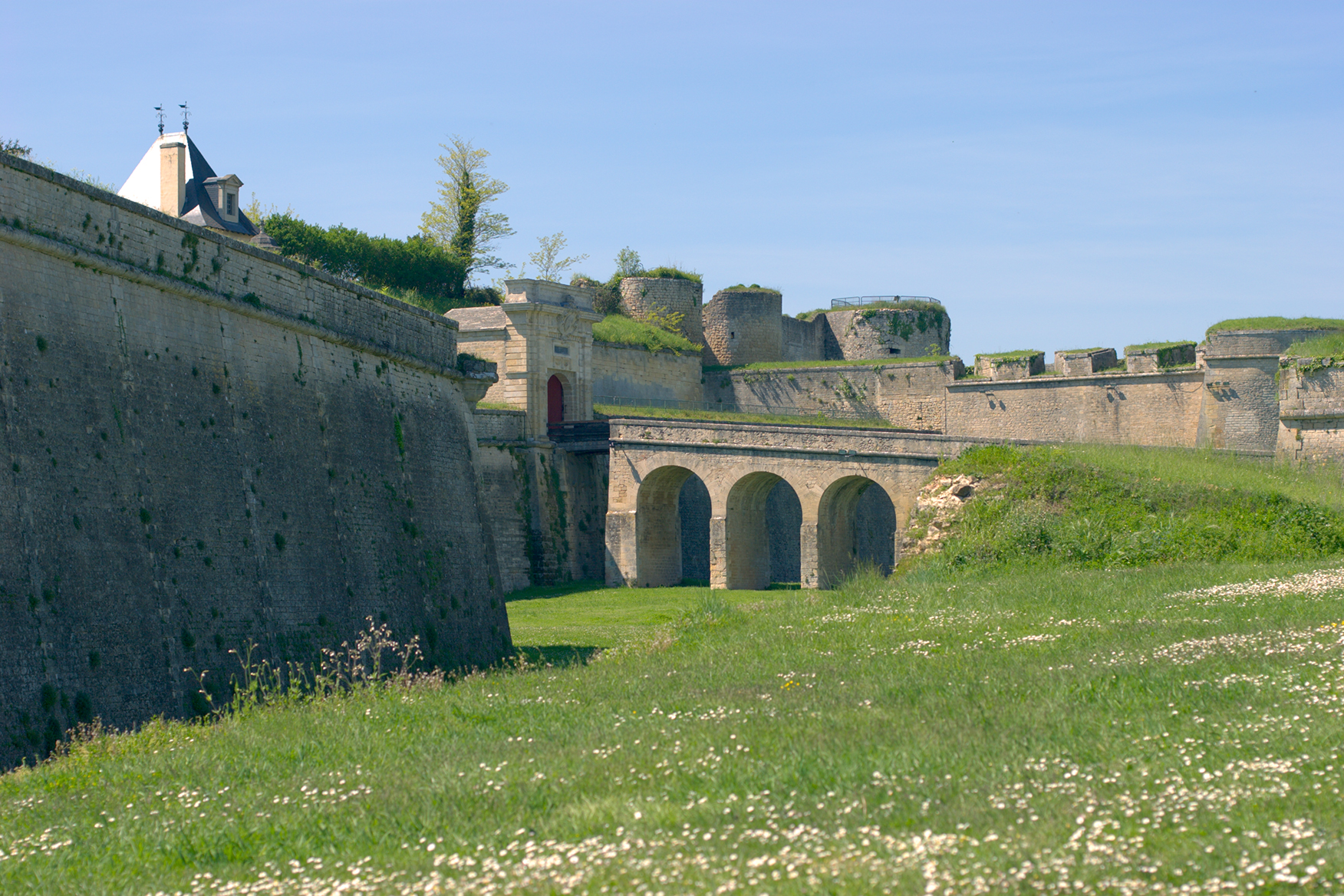
La citadelle de Blaye

Inscrite au patrimoine mondial de l'humanité par l'Unesco depuis 2008, la citadelle de Blaye est un des éléments majeurs du paysage urbain. Ce complexe militaire de 38 hectares doit son existence à la volonté du roi Louis XIV d'établir un solide « verrou » sur l'estuaire de la Gironde afin d'en contrôler la navigation en ayant la possibilité de l'interrompre à volonté. Imaginée par Vauban en octobre 1685, édifiée sous la direction de l'architecte militaire François Ferry entre 1686 et 1689, elle est la principale composante principale du triptyque qu'elle constitue avec le fort Paté, sur l'île du même nom et le Fort Médoc, sur la rive gauche du fleuve.

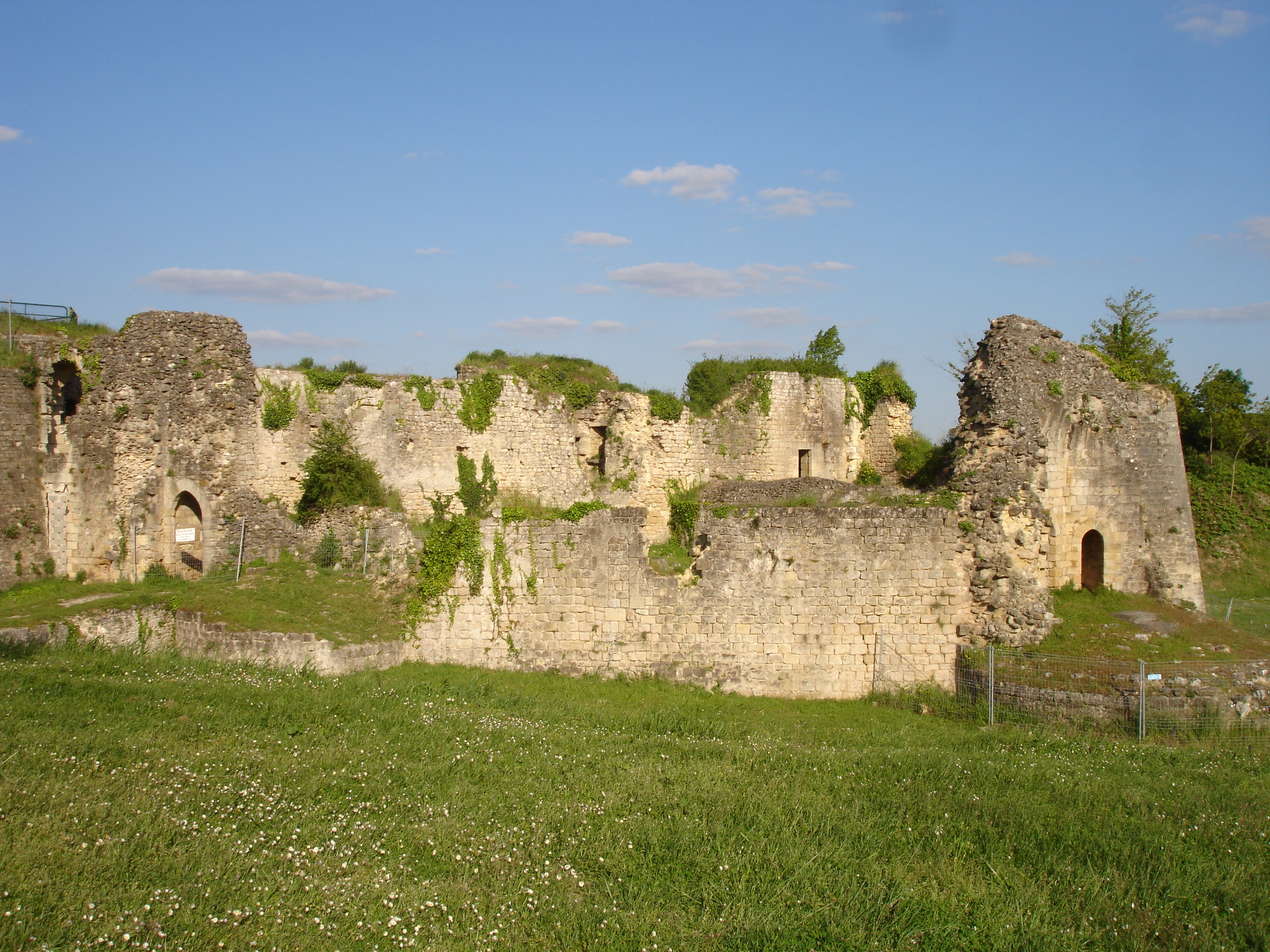
Le château fort des Rudel

La position stratégique de la ville de Blaye explique l'établissement d'un château-fort dès le début du Moyen Âge : celui-ci est l'une des résidences du jeune roi d'Aquitaine Caribert II au VIIe siècle. Cet édifice est remplacé par un nouvel édifice à l'aube du XIIe siècle sous l'impulsion du nouveau maître de la ville, le seigneur Wulgrin Rudel. Ce château médiéval, plusieurs fois remanié au cours des siècles est finalement intégré à la citadelle par Vauban afin de servir de logis au gouverneur militaire de la place. Connu sous le nom de château des Rudel, il est toujours visible de nos jours, quoique fortement endommagé. Sa structure originelle, triangulaire, comprend six tours : la tour des Rondes, la tour de Diane, la tour de la Cloche, la tour des Archives, la tour de la Porte et le donjon. Trois corps de logis encadrent une cour centrale abritant un puits. Le château bénéficie de travaux de restauration d'urgence depuis 2005.
L'établissement de la citadelle bouleverse en profondeur la trame urbaine héritée du Moyen Âge, dont ne subsistent, en dehors du château, que quelques éléments de fortifications incorporés à la place forte : ainsi de la porte de Liverneuf (XIIe siècle) ou de la tour de l'Éguillette (XVe siècle). De fait, la ville est purement et simplement rasée et reconstruite quelques centaines de mètres plus loin. Ces transformations radicales n'épargnent pas même l'antique basilique Saint-Romain, jadis lieu de pèlerinage et nécropole des rois d'Aquitaine, dont la tradition rapporte qu'elle fut également le lieu d'inhumation du comte Roland de Blaye, neveu de Charlemagne. Sacrifiée afin d'établir un glacis défensif autour de la citadelle, ses ruines ont été mises au jour dans les années 1960.
- Le couvent des Minimes (XVIIe siècle) connaît quant à lui un sort plus heureux et est incorporé à la citadelle afin de servir de lieu de culte aux soldats de la garnison, l'autel du couvent a été déplacé dans la chapelle de l'hôpital de Blaye.
- La ville nouvelle est dotée d'une nouvelle église, laquelle est consacrée à saint Romain. De style néo-classique, elle est précédée d'une façade ornée de pilastres surmontée d'un fronton triangulaire. L'église Saint-Romain accueille plusieurs œuvres d'art, dont une chaire en acajou et des grandes orgues inscrites à l'inventaire supplémentaire des monuments historiques.
- L'église Sainte-Luce, de dimensions plus modestes, doit sa fondation à une donation effectuée par le duc de Saint-Simon en 1660. Elle reste longtemps le siège de la confrérie des tailleurs, avant d'être désaffectée dans le courant du XXe siècle.
- Plusieurs hôtels particuliers sont construits au XVIIe siècle, dont la maison de Saint-Simon, dotée d'un fronton monumental et de pilastres ioniques. Plusieurs demeures bourgeoises sont établies au siècle suivant, dont l'actuel hôtel de la sous-préfecture où les maisons de la rue Saint-Sauveur, dotées de frises sculptées.
- Le XIXe siècle voit la création de la prison, aujourd'hui désaffectée, et du palais de justice, dont la première pierre est posée en 1841. En 1895 sont inaugurés la « fontaine du Saugeron », ornée de sculptures romantiques et couronnée d'une statue de bronze, et le kiosque à musique qui lui est attenant. Ces deux ornements s'élèvent face à l'hôtel de ville, de style néo-classique, reconstruit après un incendie en 1835.
- L'hôtel des Postes, établi sur la place de la victoire, est érigé en 1903 sur des plans de l'architecte Aurélien Nadaud. Il remplace l'ancienne abbaye Saint-Sauveur, détruite en 1896. À proximité se dresse le monument aux morts, lequel se distingue par ses emprunts à l'ordre ionique.

Enfin, la ville de Blaye conserve un élément de mobilier urbain datant du début du XXe siècle : les vespasiennes de la place Maxime-Chasseloup, surmontées de motifs décoratifs formant deux cloches emboîtées et percées de quatre chiens assis.
De nombreuses propriétés viticoles (que l'on nomme château) sont situées sur l'ensemble du canton.

### Patrimoine culturel
- La ville dispose de la bibliothèque municipale Joël-Coutura, cours de la République.
- Le cinéma Le Monteil  a ouvert le 21 décembre 1913 ; la dernière séance a eu lieu le 15 décembre 2013[72].
- Le cinéma municipal Le Zoetrope est inauguré le 20 décembre 2013[73]. Il possède deux salles, de 290 et 120 places.

### Gastronomie
- La ville de Blaye est célèbre pour le vin AOC « Blaye-côtes-de-bordeaux » ; essentiellement rouge, il provient de deux cépages : Merlot et Cabernet-Franc[74].
- L'AOC Côtes-de-blaye, très peu produite, concerne des vins blancs secs à base de colombard.
- La ville est connue pour ses « pralisnes » (ne pas confondre avec la praline), inventées en 1649 par le cuisinier du Maréchal de Plessis-Praslin, ambassadeur de Louis XIII[75].

### Vivre à Blaye
- La ville dispose d'une crèche, avenue Haussmann, « Les P'tits Mousses de l'Estuaire ».
- Un Point Rencontre Initiative Jeunesse (PRIJ) est réservé aux jeunes de 12 à 25 ans, à côté du gymnase Titou-Vallaeys et devant le collège Sébastien-Vauban. Un point cybercafé est disponible à l'intérieur de l'établissement[76].
- L'office de tourisme est situé place de la citadelle, face à la porte Dauphine.
- L'embarcadère du bac qui fait la liaison Blaye-Lamarque, petite commune du Médoc.
- La déchèterie est située sur la commune de  Saint-Paul.

### Personnalités liées à la commune
- Le plus connu des Rudel est Jaufré Rudel (v. 1113 à Blaye - v. 1170), troubadour du XIIe siècle, ayant vécu à Blaye.
- Lili Damita, de son vrai nom Liliane Marie Madeleine Carré, actrice française née le 10 juillet 1904 à Blaye.
- Claude de Rouvroy.
- les écrivains André Lafon et André Lamandé.
- Jean Romain (homonyme du philosophe suisse), instituteur sur l'île Bouchaud à Blaye ; également écrivain (Mon Île vierge, Arts Graphiques d'Aquitaine, 1997).
- l'historien l'abbé Bellemer.
- Gervy, auteur de bande dessinée.
- Grosperrin Lucien, directeur de l'école primaire, Résistant, membre de "Marc", Corps Franc de la Libération dirigé par son neveu Marc Nouaux, arrêté par la Gestapo dans sa classe, devant ses élèves et mort en déportation dans le Camp de Dachau.
- Roger Toziny, de son vrai nom Henri Roger Sosthène Pierre Tauzin (Blaye 1883-Paris 1939) chansonnier, parolier et acteur.
- Émile Gellie (1885-1962), homme politique.
- le baron Haussmann, sous-préfet de 1841 à 1848.
- André Louis (1901-1970), ingénieur agronome, cofondateur de Nature et Progrès en 1964.
- Le mathématicien Jean-Jacques Moreau y est né en 1923
- Bernard Madrelle, maire de Blaye de 1989 à 2008. Conseiller général du canton de Blaye de 1982 à 2001. Conseiller régional d'Aquitaine de 1986 à 1988. Député de la onzième circonscription de la Gironde de 1978 à 1993, puis de 1997 à 2007.
- Henry Delage, fondateur du Jumping international de Blaye.
- Gilbert Vallaeys, recordman du saut en hauteur, le gymnase de la ville porte son nom.

### Héraldique, logotype et devise
|  | Blasonnement : D'azur à la porte de gueules coulissée de sable, fortifiée de deux tours, le tout d'argent maçonné aussi de sable, surmonté d'une fleur de lys d'or et posé sur une rivière ondée aussi d'argent mouvant de la pointe |

La devise historique de la commune est : « Aquitaniæ stella clavisque » (Étoile et clef de l'Aquitaine).
Cette devise a été repris par la ville en 2020.